# Tracey Cross
Tracey Nicole Cross (Bunbury, 4 december 1972) is een West-Australische zwemster met een visuele handicap. Ze nam aan drie Paralympische Spelen deel tussen 1992 en 2000 en won tien Olympische medailles.

## Persoonlijk leven
Cross werd in 1972 in de West-Australische stad Bunbury geboren. Ze werd blind geboren. In een interview in 2000 vertelde ze dat ze in één oog licht kan ontwaren maar dat dit "van weinig nut is". Op school mocht ze niet aan de sportactiviteiten deelnemen. Ze leerde pas zwemmen toen ze vijftien jaar oud was. Ze zwom eerst recreatief. Toen ze begreep dat ze een aanleg voor de sport had pakte ze het serieus op.
In 1994 behaald Cross een diploma rechten aan de Murdoch University. Na een aantal jaren in de sector gewerkt te hebben werd ze massagetherapist. Ze werkt in een gezondheidscentrum in Perth. Ze ontwikkelde haar passie voor massage nadat ze een nek- en schouderblessure opdeed tijdens het trainen voor Sydney 2000.

## Sportcarrière
Cross won in 1990 haar eerste internationale gouden medaille in de categorie 400 m vrije slag vrouwen B1, op de wereldkampioenschappen voor mensen met een handicap in Assen in Nederland.
Op de Paralympische Zomerspelen 1992 in Barcelona won Cross twee gouden medailles, op de 100 m en 400 m vrije slag vrouwen B1,  en twee zilveren medailles, op de 100 m rugslag vrouwen B1 en 200 m wisselslag vrouwen B1. Ze werd daarnaast nog vierde op de 100 m vlinderslag vrouwen B1 en de 50 m vrije slag vrouwen B1.
Cross behaalde twee gouden medailles tijdens de Paralympische Zomerspelen 1996 in Atlanta, op de 100 m vlinderslag vrouwen B1 en de 200 m wisselslag vrouwen B1, en een zilveren medaille op de 50 m vrije slag vrouwen B1. Ze werd daarnaast nog vijfde op de 100 m rugslag vrouwen B1 en zevende op de 400 m vrije slag vrouwen B2.
Cross sprak tijdens de openingsceremonie op de Paralympische Zomerspelen 2000 in Sydney de olympische eed uit. Ze won twee zilveren medailles, op de 100 m en 400 m vrije slag vrouwen S11, en een bronzen medaille op de 50 m vrouwen S11. Daarnaast werd ze vijfde op de 200 m wisselslag vrouwen SM11 en achtste op de 100 m rugslag vrouwen S11.

## Erkenning
In 1993 ontving Cross de medaille van de Orde van Australië voor haar prestaties op de Paralympische Zomerspelen 1992 in Barcelona. Ze won dat jaar ook de Western Australian of the Year Awards in de jeugdcategorie.
Op 14 november 2000 werd Cross de 'Australian Sports Medal' toegekend vanwege "haar bijdrage aan de sport door haar goudenmedaillewinsten op de paralympische spelen". Op 1 januari 2001 kreeg ze de Centenary Medal toegekend vanwege "haar bijdrage aan de gemeenschap door paralympisch te zwemmen". 
In 2009 werd ze in de 'Swimming Western Australia Hall of Fame' opgenomen.